# Вступ до вірусів

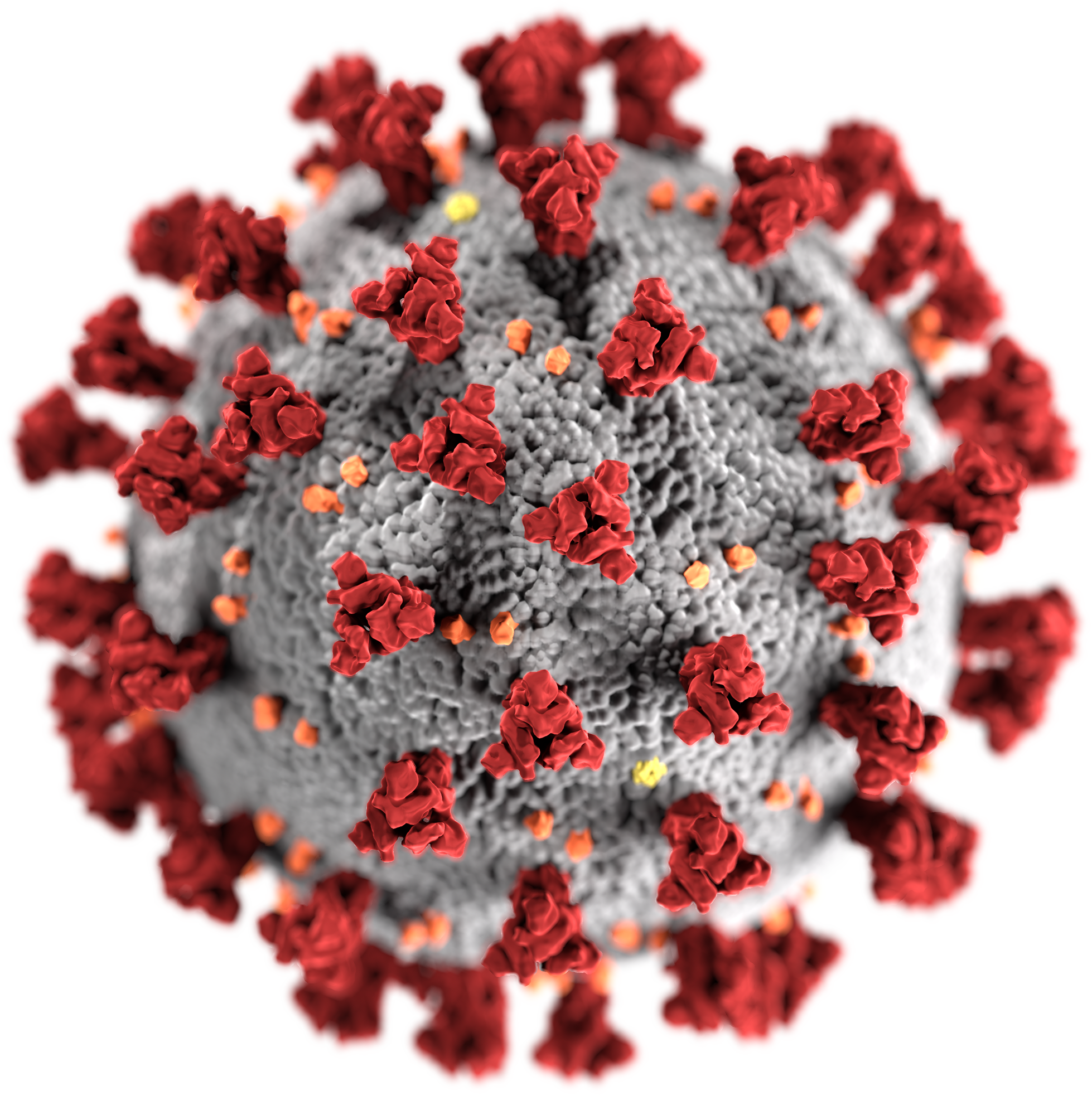
Ілюстрація віріона SARS-CoV-2

Вірус — це крихітний інфекційний агент, який розмножується всередині клітин живих господарів . При зараженні клітина-хазяїн змушена швидко виробляти тисячі однакових копій оригінального вірусу. На відміну від більшості живих істот, віруси не мають клітин, які діляться; нові віруси збираються в зараженій клітині господаря. Але на відміну від більш простих інфекційних агентів, таких як пріони, вони містять гени, що дозволяє вірусам мутувати та еволюціонувати. Більше 4800 видів вірусів було детально описано  з мільйонів у навколишньому середовищі. Їх походження незрозуміле: деякі, можливо, еволюціонували з плазмід - фрагментів ДНК, які можуть переміщатися між клітинами - в той час як інші могли дуже розвинутися з бактерій . 
Віруси складаються з двох або трьох частин. Всі включають гени . Ці гени містять кодовану біологічну інформацію про вірус і будуються з ДНК або РНК . Усі віруси також покриті білковою оболонкою для захисту генів. Деякі віруси також можуть мати оболонку жироподібної речовини, яка покриває білкову оболонку і робить їх вразливими до мила. Вірус із цією оболонкою використовує її - разом із специфічними рецепторами - для того щоб потрапити до  нової клітини-господаря. Віруси різняться за формою від простого гвинтового та ікосаедричного до складніших структур. Віруси коливаються в розмірі від 20 до 300 нанометрів ; потрібно від 33000 до 500 000 вірусів один за одним, щоб лінія з них сягнула завдовжки 1 см. 
Віруси поширюються різними способами. Хоча багато вірусів є дуже конкретними до того кого саме вони заражають, вид господаря чи тканини  які вони атакують, кожен вид вірусу покладається на певний метод копіювання. Віруси рослин часто поширюються від рослини до рослини комахами та іншими організмами, відомими як вектори. Деякі віруси людей та інших тварин поширюються під впливом заражених тілесних рідин. Віруси, такі як грип, поширюються через повітря крапельками вологи, коли люди кашляють або чхають. Віруси, такі як норовірус, передаються фекально-оральним шляхом, що включає забруднення рук, їжі та води. Ротавірус часто поширюється при прямому контакті із зараженими дітьми. Вірус імунодефіциту людини, ВІЛ, передається тілесною рідиною, що передається під час сексу. Інші, наприклад вірус денге, поширюються кровососними комахами. 
Віруси, особливо з РНК, можуть швидко мутувати, спричиняючи нові типи. Господарі можуть мати слабкий захист проти таких нових форм. Наприклад, вірус грипу часто змінюється, тому потрібна нова вакцина щороку. Великі зміни можуть спричинити пандемію, як у  2009-му році свинячого грипу, що поширилася на більшість країн. Часто ці мутації відбуваються, коли вірус вперше заражає нових тваринних господарів. Деякі приклади таких «зоонозних» захворювань включають коронавірус у кажанів та грип у свиней та птахів до того, як ці віруси були передані людині. 
Вірусні інфекції можуть викликати захворювання у людей, тварин і рослин. У здорових людей і тварин інфекції, як правило, усуваються імунною системою, яка може забезпечити господаря довічним імунітетом проти цього вірусу. Антибіотики, які працюють проти бактерій, не мають впливу, але противірусні препарати можуть лікувати небезпечні для життя інфекції. Ті вакцини, які виробляють імунітет на все  життя, можуть попередити деякі інфекції. 